# Auburndale (hardware)
Auburndale avrebbe dovuto essere il successore del processore Intel Core 2 Duo basato sul core Penryn e dedicato al settore mobile e basato sulla nuova architettura Nehalem, successiva all'Intel Core Microarchitecture, originariamente introdotta nel settore desktop dal core Merom nel corso del 2006 (e commercializzato come Core 2 Duo).

## Cambio di strategia in corso d'opera: sospensione del progetto Auburndale
L'arrivo sul mercato era stato in un primo tempo pianificato per il secondo trimestre 2009 ma successivamente, nel corso del mese di settembre 2008, si è saputo che Intel aveva deciso di posticipare tale lancio addirittura a gennaio 2010.
A febbraio 2009 è avvenuto l'ennesimo colpo di scena: Intel ha comunicato di aver deciso di "saltare" il core Auburndale in favore del suo diretto successore, Arrandale, che si differenzia soprattutto per essere basato sulla seconda generazione dell'architettura Nehalem e che viene indicata da Intel con il nome in codice di Westmere. La novità più importante introdotta con l'evoluzione Westmere, e quindi con il core Arrandale, è il nuovo processo produttivo a 32 nm (contro quello a 45 nm previsto per Auburndale) oltre ad altre migliorie generali relative all'architettura.

## Caratteristiche tecniche

### Processo produttivo
Si sarebbe trattato ancora di una CPU dual core costruita mediante processo produttivo a 45 nm e realizzata secondo un approccio costruttivo a Die Monolitico, al pari di quanto avviene nel suo predecessore.
A differenza di quanto avvenuto in passato in tutte le ultime generazioni di architetture Intel, in cui la cache era divisa in due livelli, in Auburndale ne sarebbero state presenti 3. Ogni core avrebbe avuto una propria cache L1 da 64 kB (divisa a sua volta in due blocchi da 32 kB, per le istruzioni e per i dati, al pari di quanto avviene per la precedente architettura Core), e una propria cache L2 da 256 kB (a differenza della cache L2 da 4 o 6 MB condivisa tra tutti i core dell'architettura precedente); a queste si sarebbe aggiunta un'ulteriore cache L3 da 4 MB condivisa da entrambi i core e che doveva essere, tra l'altro, di tipo inclusivo.

#### Una svolta per le CPU: sottosistema grafico integrato
Auburndale doveva differenziarsi in maniera sostanziale dagli altri esponenti dell'architettura Nehalem, e dal predecessore Penryn, per l'integrazione al suo interno di un sottosistema grafico.
In Auburndale il comparto grafico avrebbe dovuto essere collegato al resto della CPU mediante il nuovo bus Intel QuickPath Interconnect che però sarebbe stato utilizzato solo per questo scopo e non per il transito di dati dal processore al resto del sistema come invece avviene nelle soluzioni top di gamma quad core Bloomfield.

#### Altre caratteristiche
Al posto del tradizionale BUS Quad Pumped introdotto da Intel con il primo Pentium 4 Willamette e mantenuto fino agli ultimi esponenti dell'architettura "Core", non doveva, come detto sopra, venire utilizzato il nuovo Intel QuickPath Interconnect, che sarebbe in pratica analogo all'HyperTransport di AMD, ma era prevista l'integrazione di un controller PCI Express 2.0 16x e un collegamento Direct Media Interface diretto con il southbridge responsabile della gestione delle periferiche di I/O collegate al sistema, al pari di quanto avverrà nel quad core Clarksfield.
Sebbene non dovesse essere presente il nuovo BUS seriale, una piccola ispirazione da parte di Intel nei confronti di quanto fatto da AMD nel corso degli ultimi anni, sarebbe stata mantenuta con l'integrazione del controller della memoria RAM di tipo Dual Channel che avrebbe supportato memorie DDR3.
A questo punto è utile osservare che avendo integrato il controller della memoria e la gestione del BUS PCI Express 2.0, le motherboard compatibili non avrebbero più impiegato un chipset composto, come da tradizione, da northbridge e southbridge, ma solo da quest'ultimo, dato che le funzioni del primo sarebbero state completamente integrate nella CPU.
Il consumo doveva essere di circa 35/45 W, mentre per quanto riguarda il socket, esso sarebbe stato il nuovo LGA 1160 (utilizzato anche da Clarksfield). Inizialmente in realtà erano state annunciate anche versioni prive del controller di memoria integrato e installabili nel Socket H (715 pin), ma nelle ultime notizie di fine 2007 queste versioni "ridotte" non furono più menzionate; non è da escludere che Intel avesse deciso di integrare il controller di memoria in tutte le varianti di Auburndale, così da non dover differenziarne la produzione e contenere i costi realizzativi.

#### Sfruttamento della cache di ultimo livello
Nei processori dual core e multi core si pone il problema di come sfruttare la grande dotazione di cache di ultimo livello e come gestirne l'accesso da parte dei vari core. L'approccio a die monolitico cui si è accennato poco sopra è solo uno degli approcci possibili nella realizzazione, e ognuno di questi comporta pro e contro relativamente ai metodi di fruizione di questa preziosa memoria aggiuntiva. Buona parte di questi aspetti è evidenziata nella voce Dual core (gestione della cache), in cui si fa riferimento anche ad altri processori che sfruttano i differenti approcci.

#### Importanti considerazioni sul consumo dichiarato
È importante sottolineare che per fare un confronto tra i consumi di queste soluzioni con quelle che le stanno precedendo sul mercato, è necessario considerare che nella stima del consumo del nuovo core veniva incluso anche quello legato alle funzioni che un tempo erano demandate al northbridge del chipset. Di conseguenza, il consumo sopracitato, superiore a quello dichiarato per il predecessore di Auburndale, sarebbe stato in realtà più basso se confrontato con la somma tra il consumo di Penryn e quello del northbridge del chipset.

### Tecnologie implementate
Oltre alle ormai scontate istruzioni MMX, SSE, SSE2, SSE3, EM64T e XD-bit, sarebbe stato implementato anche l'intero set di istruzioni SSE4. A fine 2007 con i primi processori a 45 nm (basati però su architettura "Core") Intel aveva già iniziato l'introduzione di queste nuove istruzioni ma si era limitata a 47 istruzioni sulle 54 previste dal set SSE4 completo, e per questo motivo il produttore indicava questa prima implementazione, limitata, come SSE4.1 (dove .1 indica la prima versione); in tutti i processori basati sull'architettura Nehalem invece, verrà integrato l'intero set delle istruzioni, indicato come SSE4.2.
Non dovevano mancare ovviamente la tecnologia di virtualizzazione Vanderpool e quella di risparmio energetico SpeedStep, che nelle nuove CPU avrebbe vantato decisi miglioramenti; grazie alla nuova tecnologia Power Gate infatti, Auburndale doveva essere in grado di rallentare e accelerare la frequenza di ogni core individualmente a seconda della specifica occupazione e arrivare addirittura allo "spegnimento" di quelle aree della CPU che sarebbero risultate inutilizzate, forse addirittura gli interi core, riducendone il voltaggio a zero, e non limitandosi a diminuirne le richieste energetiche. A questa tecnologia se ne doveva unire anche un'altra esattamente duale, chiamata Intel Turbo Mode che è in sostanza il nuovo nome della Intel Dynamic Acceleration già vista nei Core 2 Duo Merom e Penryn alla base delle piattaforme Centrino Duo Santa Rosa e Centrino 2 Montevina. La nuova architettura Nehalem porterà tale tecnologia in tutti i settori di mercato e grazie ad essa sarà possibile aumentare il clock dei soli core utilizzati in modo da velocizzare l'elaborazione di quelle particolari applicazioni che non sono in grado di sfruttare adeguatamente un processore multi core. Avendo meno core attivi, consente infatti di aumentare il clock (e quindi il consumo) dei core rimanenti senza eccedere le specifiche della CPU stessa.
Anche la gestione del calore dissipato avrebbe visto importanti miglioramenti: a differenza di quanto avviene nei processori precedenti, che al raggiungimento di una certa temperatura abbassano istantaneamente il proprio clock al valore più basso possibile, in Auburndale il clock sarebbe stato abbassato progressivamente fino al raggiungimento della temperatura adeguata.
È da evidenziare l'implementazione della nuova tecnologia Simultaneous Multi-Threading, evoluzione della vecchia Hyper-Threading (ma basata su principi completamente diversi), ormai abbandonata da parte del produttore americano, e in grado di raddoppiare il numero di thread elaborabili dalla CPU. Dato che Auburndale doveva essere dotato di 2 core, sarebbe stato in grado di gestire 4 thread contemporaneamente.

## Controparte desktop
Auburndale avrebbe condiviso il proprio progetto con il core Havendale destinato all'impiego in ambito desktop, come successore del Core 2 Duo Wolfdale. Le caratteristiche tecniche dovevano essere identiche, eccettuato i consumi che in Havendale sarebbero state di poco inferiori ai 95 W, non essendo completamente ottimizzato per il risparmio energetico.

## Il successore
Il successore di Auburndale avrebbe dovuto essere il core che poi effettivamente ha preso il suo posto nella roadmap Intel, dato che Intel si limiterà a "saltare" il debutto di Auburndale per passare direttamente a Arrandale che sarà, come detto, realizzato a 32 nm invece che a 45 nm.